# استفوردشایر بول تریر
استفوردشایر بول تریر (به انگلیسی: Staffordshire Bull Terrier)، نام یکی از نژادهای سگ است که خاستگاه آن به انگلستان بازمی‌گردد. وزن جنس نر استفوردشایر بول تریر ۱۳ تا ۱۷ کیلوگرم (۲۹ تا ۳۷ پوند) است و وزن جنس مادهٔ آن ۱۱ تا ۱۵٫۴ کیلوگرم (۲۴ تا ۳۴ پوند). قد جنس نر استفوردشایر بول تریر ۳۶ تا ۴۱ سانتیمتر (۱۴ تا ۱۶ اینچ) است.

## نگارخانه

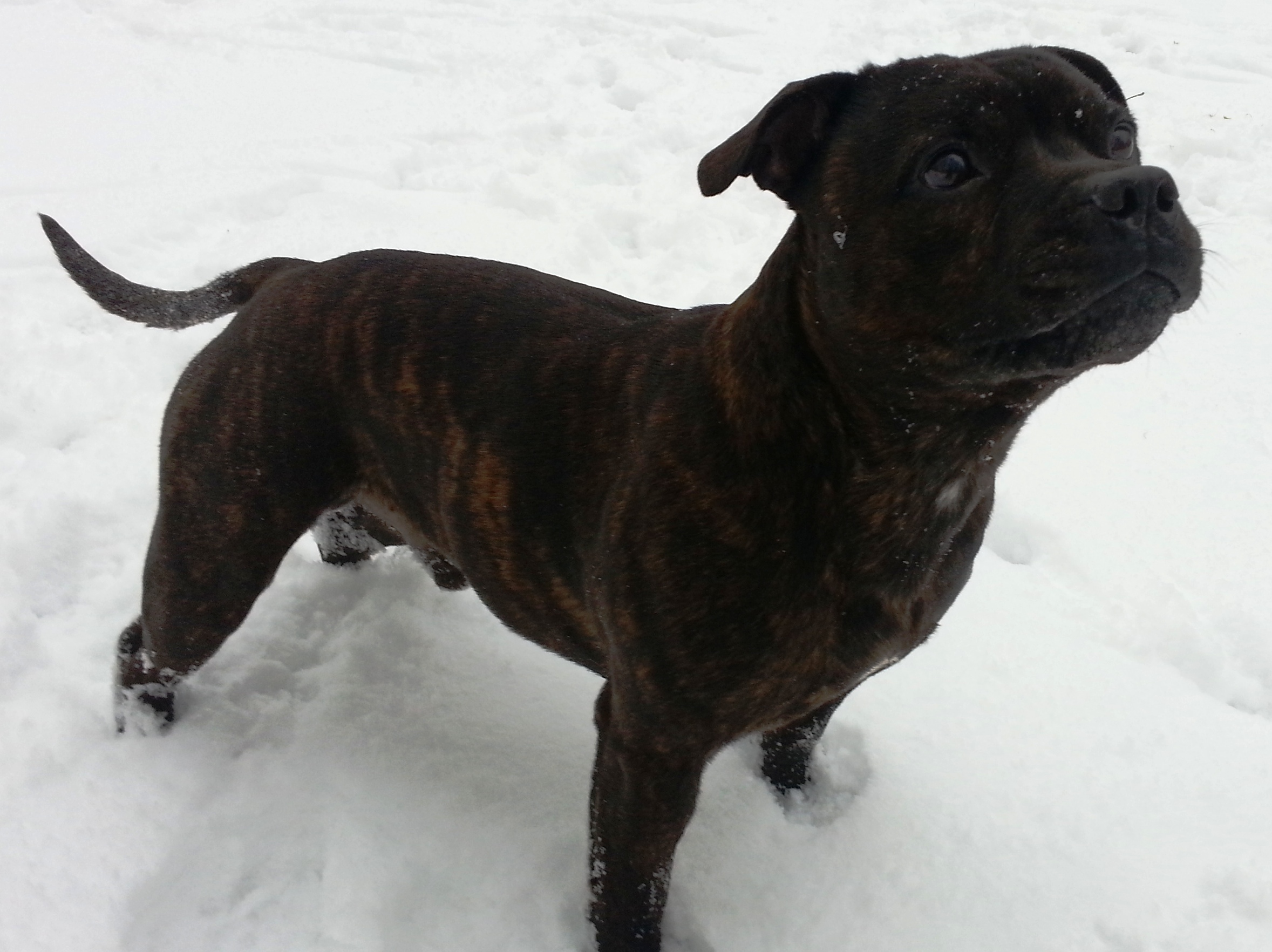
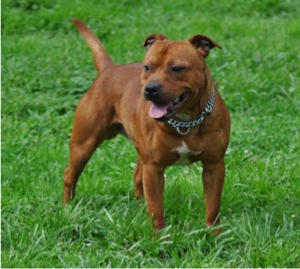
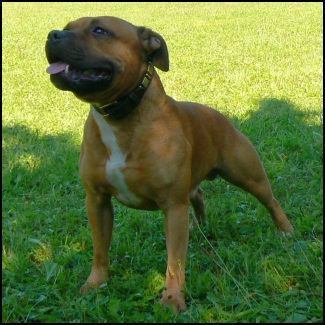
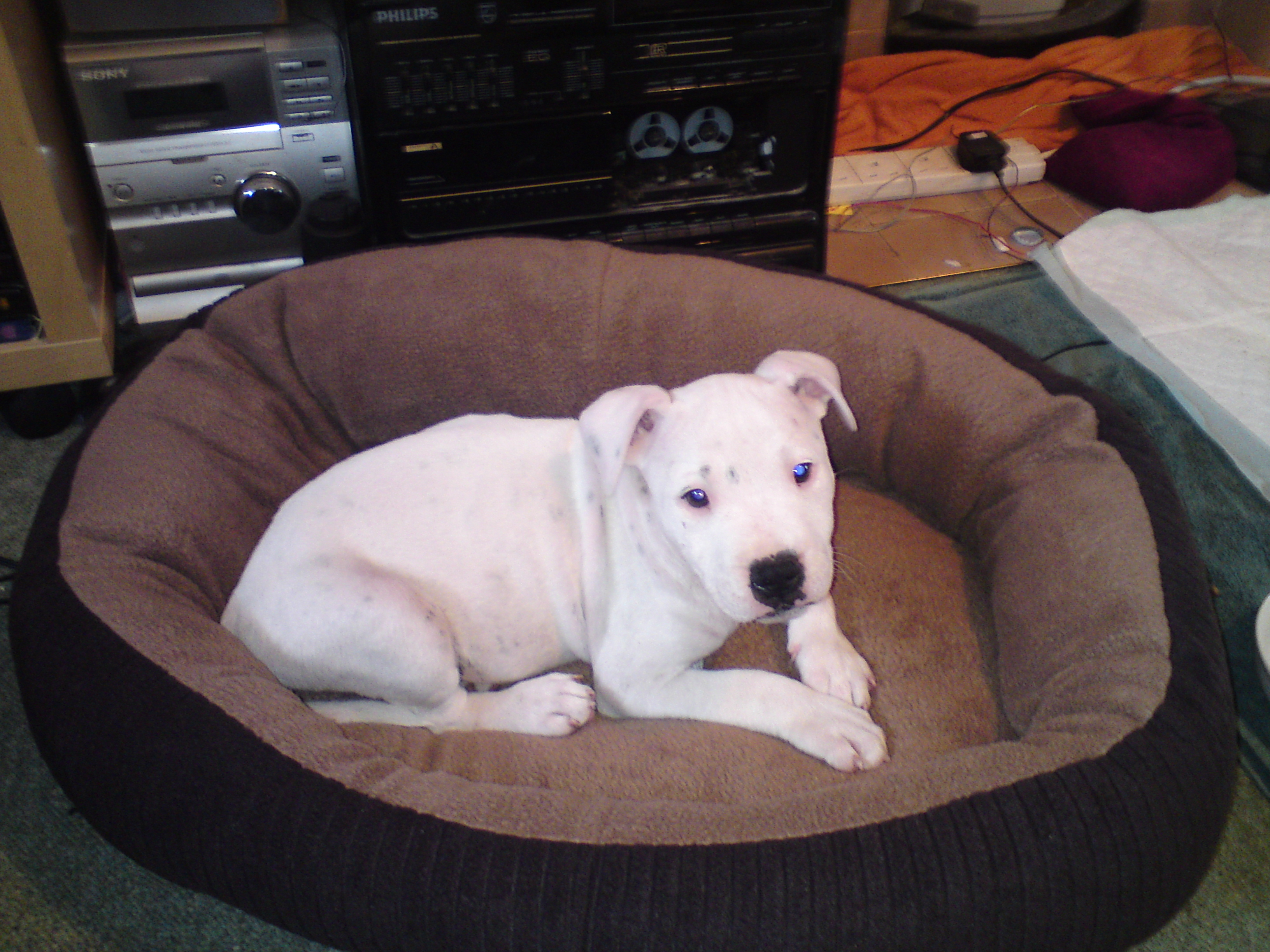
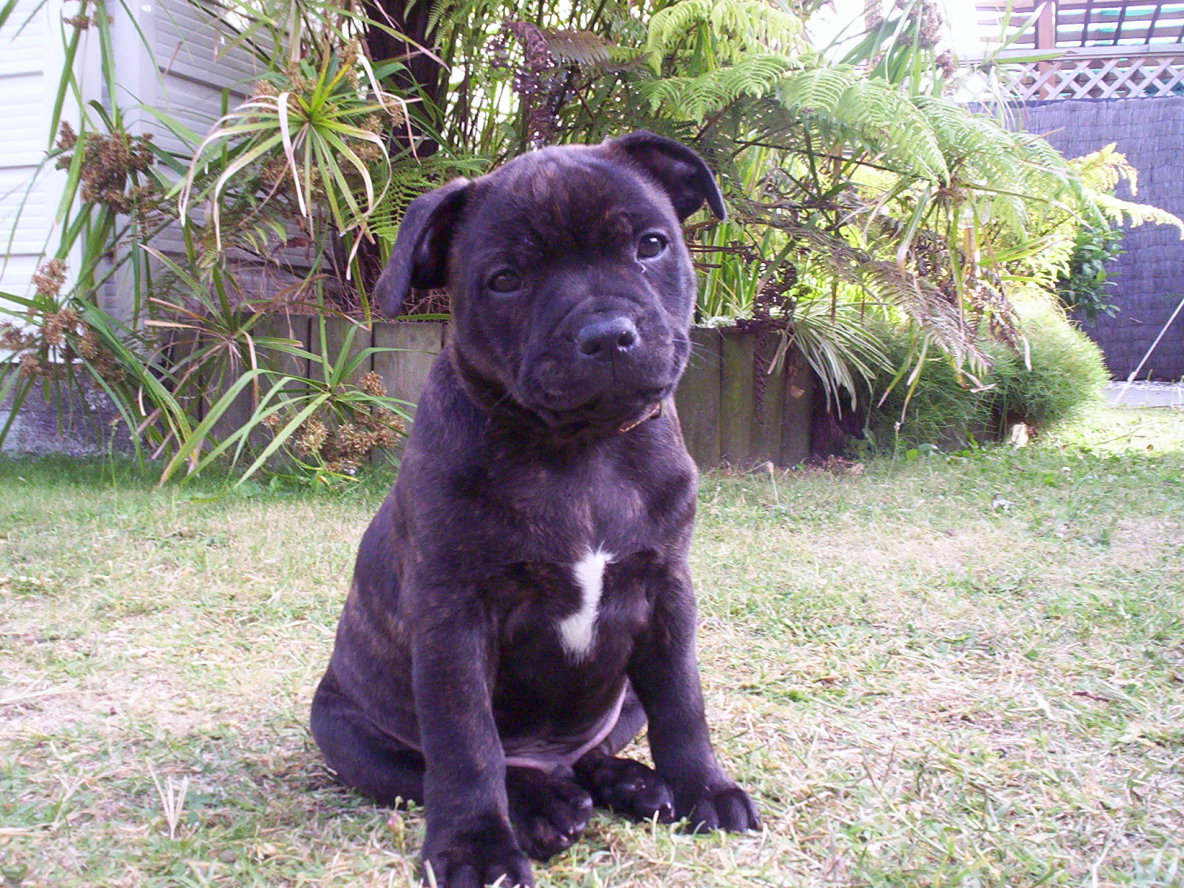